# Morita Shingo
Shingo Morita (sinh ngày 9 tháng 12 năm 1978) là một cầu thủ bóng đá người Nhật Bản.

## Sự nghiệp câu lạc bộ
Shingo Morita đã từng chơi cho Yokohama FC, TDK, Rad Beograd, Mito HollyHock, Ventforet Kofu và Tonan Maebashi.